# 布紐島
布紐島是印度尼西亞東加里曼丹省的島嶼，位於西里伯斯海東部加里曼丹島東北部塞薩亞普河三角洲北端附近離岸處，南面有打拉根島，出産石油和煤。
3°30′N 117°50′E / 3.500°N 117.833°E